# Antonio Acquaviva
Antonio Acquaviva fou un militar italià. Germà de Josies i de Pier Bonifacio estigué al servei del rei Ladislau, que li donà per esposa una filla de la seva pròpia dona. Fet presoner per Lluís II d'Anjou en la batalla de Roccasecca, recobrà després la llibertat; tornà a Nàpols en ocasió d'estar en capella Paolo Orsini, condemnat a mort pel rei Ladislau, arribant a temps per salvar-li la vida.